# Maizie Williams
Maizie Ursula Williams (Montserrat, 25 marzo 1951) è una cantante e modella britannica di origine caraibica.
Williams divenne uno dei membri originali del gruppo musicale di successo degli anni '70 Boney M. Anche se non cantava nelle registrazioni in studio delle loro canzoni, si esibì con loro dal vivo e successivamente ha iniziato una carriera indipendente come cantante.

## Biografia

### Prime esperienze
Cresciuta a Birmingham, in Inghilterra, Williams ha iniziato a lavorare come modella, ottenendo il titolo di "Miss Black Beautiful" in un concorso nel 1973. Dopo questo successo iniziale divenne la cantante di una band, i Black Beautiful People. Successivamente si trasferì nella Germania Ovest con la sua amica Sheyla Bonnick. Un giorno del 1975, mentre erano in un ristorante, le due furono avvicinate da un agente che chiese se fossero interessati a unirsi a un nuovo gruppo pop chiamato Boney M. "Lei chiese se potevamo cantare. Beh, non dire di no, vero?", ha ricordato in seguito Williams in un'intervista. In precedenza aveva cantato con una band locale in Inghilterra, ma suo fratello Billy le aveva rimproverato: "Hai una voce terribile. Meglio continuare a lavorare come appendiabiti ambulante".

### Boney M.
In realtà, Williams capì che non era importante se sapesse cantare o meno, dal momento che il lavoro consisteva nel ballare e mimare una canzone disco chiamata Baby Do You Wanna Bump, per la quale il produttore Frank Farian aveva registrato la voce, ma non era in grado di promuoverla. Williams e Bonnick collaborarono con altri due artisti identificati solo come "Nathalie" e "Mike". Fecero un tour in discoteca e alcune esibizioni televisive nei mesi successivi. Tuttavia, nessun filmato è mai emerso della precedente formazione dei Boney M. Nathalie lasciò il gruppo e fu sostituita da Claudja Barry. Sheyla decise che il playback non faceva per lei, e se ne andò a sua volta, sperando di intraprendere una carriera da solista. Anche Mike se ne andò e i due furono sostituiti dai nuovi membri Marcia Barrett e Bobby Farrell. Quando anche Claudja abbandonò il gruppo, il suo posto fu preso da Liz Mitchell e il gruppo assunse la sua formazione definitiva. I Boney M. erano riuniti come un vero gruppo e pronti a fare un seguito a Baby Do You Wanna Bump.
Sia Liz Mitchell che Marcia Barrett avrebbero partecipato alle registrazioni del gruppo insieme al produttore Frank Farian, che interpretava la voce maschile. Il trio registrò il singolo successivo Daddy Cool, che divenne presto un successo mondiale e lanciò la lunga carriera del gruppo, con numerosi singoli e album di successo nel decennio successivo. Williams e Bobby Farrell non cantarono nei dischi poiché "le loro voci non erano adatte a questo particolare tipo di musica", come disse Farian in un'intervista a Bravo nel 1978. Ciò non creò scandalo: tuttavia sia Williams che Farrell cantarono durante le numerose esibizioni dal vivo del gruppo durante i loro lunghi tour mondiali 1977-1979.

### Esperienze successive
Williams rimase con il gruppo fino alla rottura definitiva nel 1990. Nel 1994, fece quello che avevano fatto anche i suoi ex colleghi Liz Mitchell e Bobby Farrell, ovvero formò il suo gruppo, chiamato "Boney M. featuring Maizie Williams". Il gruppo comprendeva anche Sheyla Bonnick dalla formazione originale del 1975. La stessa Williams sarebbe finalmente apparsa come cantante nelle interpretazioni dei successi del gruppo, come Brown Girl in the Ring, Hooray! Hooray! It's a Holi-Holiday, Sunny e Daddy Cool.
Oltre a essere ancora in tournée in tutto il mondo, Williams ha pubblicato il suo primo disco da solista nel dicembre 2006, Call Upon Jesus, incluso il singolo scaricabile Praise Be Unto Him. Nel febbraio 2007, ha pubblicato la sua versione dance del successo dei Boney M. Sunny. A giugno, ha recitato come cantante in primo piano nella versione di Daddy Cool del gruppo lettone Melo-M, che ha raggiunto il primo posto nelle classifiche LMK nell'ultima settimana di agosto.
Nel settembre 2011 è stato emesso un comunicato stampa olandese riguardante un singolo tributo che è stato scritto da Williams, insieme ai cantautori olandesi Eddie Middle-Line e Björn de Water. La canzone e il video di Josephine Baker (Eddie Middle-Line Mix) sono stati pubblicati in tutto il mondo.